# Lépfene

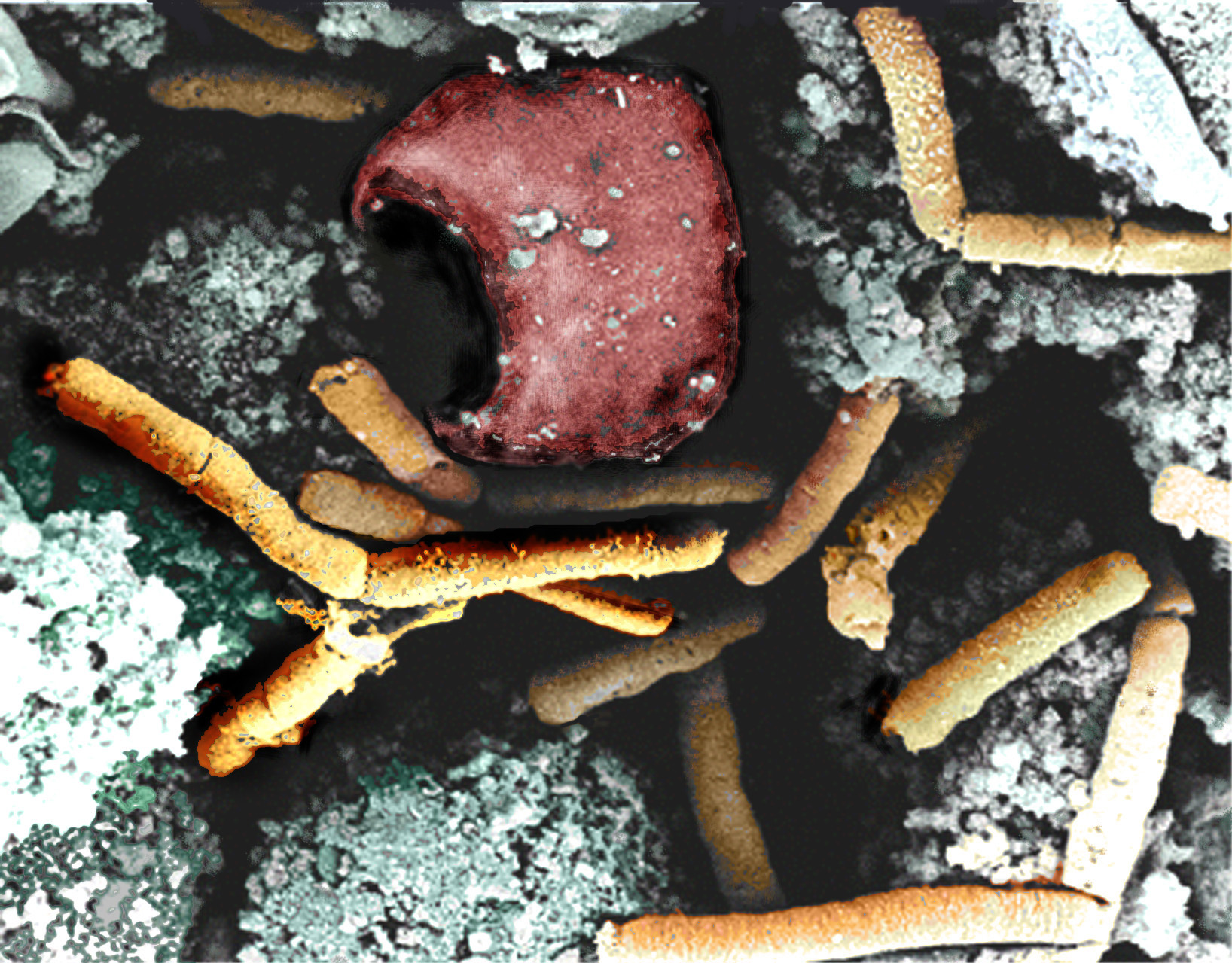
Pásztázó elektronmikroszkópos kép, egy majom lépszövetén rúd alakú bacilusok (sárga) és vörösvértestek (piros)

A lépfene (más néven anthrax) akut, néhány formájában magas halálozási aránnyal járó fertőző megbetegedés, melyet a Bacillus anthracis nevű baktérium okoz. A lépfene leggyakrabban vadon élő és háziasított kérődzőknél fordul elő, de ha beteg állattal, annak szövetével vagy a lépfene spóráival érintkezésbe kerül, az embert is megfertőzi. Fertőzött személlyel való közvetlen érintkezés során történt továbbfertőződésre nincs ma ismert példa.
A lépfene az elhullott állatok megnagyobbodott, fekete-barnás elszíneződésű lépéről kapta a nevét. Az anthrax szó a görög anthrakis szóból ered, mely szenet jelent, a bőr bevérző és kifakadó hólyagjai helyén megjelenő pörk (var) fekete színére utalva.

## Áttekintés

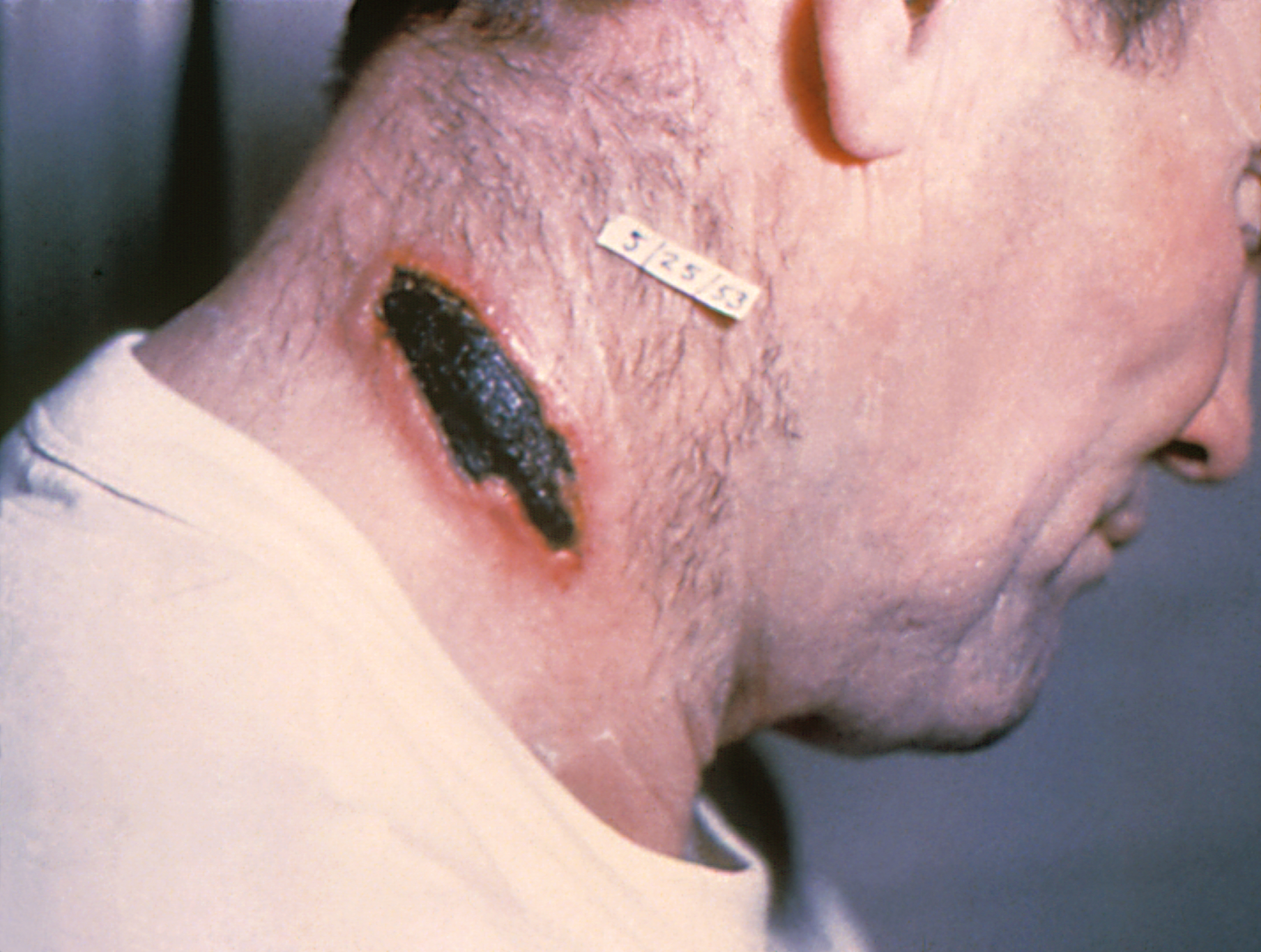
Fekete pörk (pokolvar) lépfenés beteg bőrén

A lépfene ritkán fertőz meg embert, noha a kérődzők között – mint például a szarvasmarha, juh, kecske, teve, antilop – időnként megjelenik. A kórokozó Bacillus anthracis talajlakó baktérium világszerte előfordul. A megbetegedések jóval gyakoribbak a fejlődő országokban. Az állategészségügyi programokat kidolgozó államok (mint Észak-Amerika, Nyugat- és Észak-Európa országai és Ausztrália) kevesebb állati lépfene-megbetegedésről számolnak be. Mintegy száz ismert törzse van a lépfenének. A legismertebb ezek közül a virulens Ames-törzs, amelyet az öt halálos áldozatot követelő 2001-es amerikai lépfenetámadásoknál használtak.
A Vollum-törzs is alkalmas biológiai fegyvernek. 1935-ben izolálták egy fertőzött marhából Oxfordshire-ben, Angliában. Az 1960-as években a Vollum–1B változatot használták az angol és amerikai biológia fegyverkezési programokban. Ezt a változatot William A. Boylesból, az amerikai hadsereg járványügyi kutatóintézetének (USAMRIID) kutatójából izolálták, aki 1951-ben halt meg Vollum-törzs okozta lépfene-fertőzésben. Vakcina-alapanyag a gyengített Sterne-törzs, amelyet Max Sterne dél-afrikai kutatóról neveztek el.

## A baktérium leírása

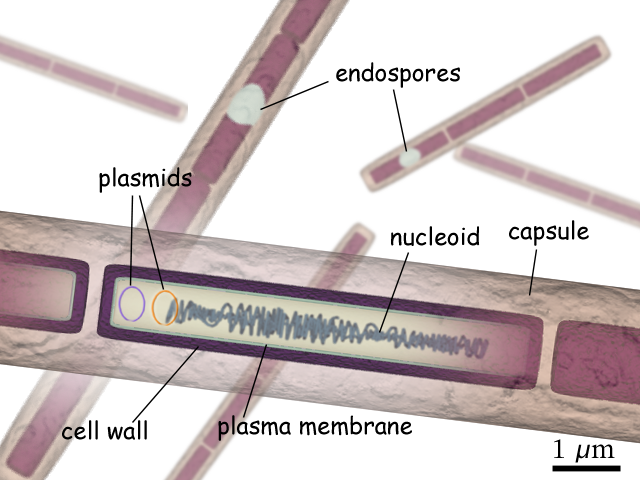
Bacillus anthracis baktérium testfelépítése

A Bacillus anthracis egy Gram-pozitív, aerob baktérium a Bacillus nemzetségben.
Teste mintegy 1–6 mikrométer, pálcikaalakú. Az első baktériumfaj, amiről kimutatták, hogy kórokozó (Robert Koch, 1877), a lépfene nevű halálos betegséget okozza. A baktérium rendszerint spóraalakban nyugszik a talajban, akár évtizedekig fertőzőképes marad ebben a formában. Amint egy kérődző lenyeli, szaporodni kezd az állat testében és hamarosan megöli. A bomló tetemben tovább szaporodik, végül ismét spóraalakba kerül, és szétszóródik a környező talajban.
A kérődzők (és az ember) fertőzése során a spórát az immunrendszer falósejtjei (fagociták) bekebelezik. A fertőzött sejtek rendszerint a nyirokcsomókba vándorolnak, miközben belsejükben a spórából gyorsan kialakul és osztódni kezd a vegetatív alak. Végül a fertőzött sejtek szétesnek, és a baktériumok a véráramba kerülnek. Ott egy hármas toxint (letális és ödémafaktor, valamint védő antigén) bocsátanak ki, ami különböző sejt- és szövettípusokra fejti ki hatását.

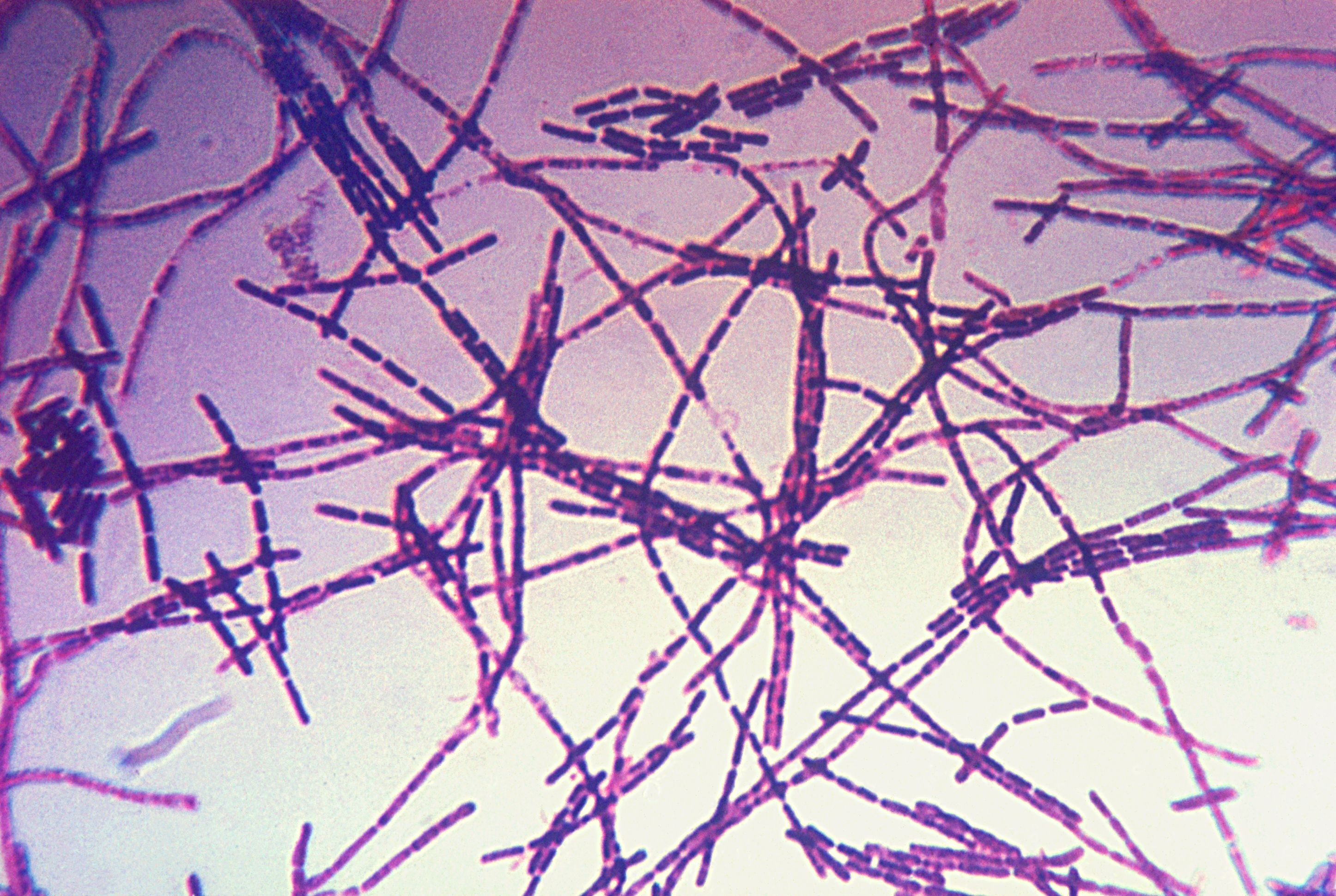
Gram-festéssel láthatóvá tett lépfenebacilusok

A lépfenetoxin két komponense az ödémafaktor és a letális faktor. A sejtekbe való bekerüléshez egy másik fehérjét is előállít a B. anthracis, a védő antigént. Az ödémafaktor inaktiválja a neutrofil granulocytákat (a falósejtek egyik típusát), így azok már nem képesek bekebelezni a baktériumokat. Korábban úgy gondolták, hogy a letális faktor készteti a makrofágokat tumornekrózis-faktor és interleukin-1-béta, az immunrendszer két összetevőjének előállítására, amelyek normális esetben a gyulladásos folyamatok kialakulásában játszanak szerepet, itt viszont halálos szeptikus sokkot okoznak. A legújabb eredmények viszont azt bizonyítják, hogy a lépfenebacilusok olyan mértékben károsítják az érfalat (az endothélium sejtjeit), hogy az súlyos belső vérzéshez, és végső soron hipovolémiás, nem pedig szeptikus sokkhoz vezet.
A lépfenetörzsek virulenciáját számos tényező határozza meg. Elsődlegesen a poli-D-glutaminsav tok, ami megvédi a baktériumot attól, hogy a neutrofil granulocyták bekebelezzék, illetve a saját toxinjaitól.

## Kitettség
A betegség rendszerint fertőzött állat húsával vagy egyéb részeivel való érintkezés útján alakul ki. Azok, akik ilyen munkakörben dolgoznak, fokozott kockázatnak vannak kitéve, különösen olyan országokban, ahol a lépfene nem ritka. A szabadban tartott állatok között rendszeresen előfordul a lépfene még a fejlett országokban is. Sokan vannak kitéve munkájuk során mérhető mennyiségű lépfenespórának, de ez a legtöbbször még nem éri el azt a szintet, ami a betegség kialakulásához szükséges. 
2006 júliusában egy kezeletlen nyersbőrökkel dolgozó művész volt 30 év óta az első ember Angliában, akinek halálát lépfene okozta. Magyarországon az 1990-es évektől kezdve évente csak egy-két elszigetelt, jól diagnosztizált és sikeresen gyógyított emberi lépfene-megbetegedést jegyeztek fel, a hivatkozott esetekben bőranthraxot elhullott állatok szállítását is végző állatgondozóknál.
2016 augusztusában a szibériai Szalehard városban 75 év után újra feltűnt a kórokozó, ahol egy 12 éves fiú halálát okozta. Ezen kívül öt felnőtt és két gyerek fertőződött meg a betegségben. Szakértők szerint az ok a globális felmelegedésben keresendő: a régióban az átlagnál jóval magasabb volt a átlaghőmérséklet, ennek következtében temetők és állattetemek olvadtak fel, lehetőséget adva ezzel a baktérium terjedésére.

## Fertőzéstípusai

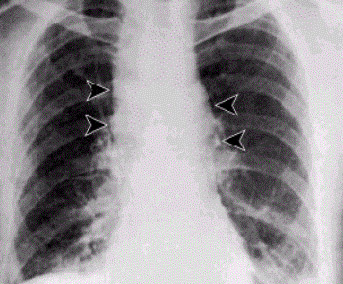
Tüdőbe belélegzett lépfene nyomai röntgenképen

A lépfene az emberi testbe háromféle módon kerülhet be: a bélrendszeren át, belélegezve a tüdőn keresztül és a bőrrel érintkezve, mindháromféle fertőzés más tünettel jelentkezik. Azon személyek akik lépfenével fertőződnek meg azonnal karanténba helyezendők. Ugyan a lépfene általában nem terjed fertőzöttről egészséges emberre, de ha a kór végzetes kimenetelű, akkor a beteg teste a lépfene bacilus forrása és a tovább fertőződés elkerülése végett elkülönítést alkalmaznak. A tüdőn át a szervezetbe jutva, ha kezelés nélkül marad az egyértelmű jelek megjelenéséig, az végzetes lehet.
Lépfenével laboratóriumi balesetek során vagy fertőzött állatok gyapjának vagy bőrének kezelése során lehet megfertőződni. A lépfenét továbbá használják biológiai hadviselésre is.

### Pulmonáris (tüdőgyulladásos, légzőszervi) lépfene
A légzőrendszeri megbetegedés embereknél általában megfázás vagy influenzaszerű tünetekkel jelentkezik, melyet néhány napon belül
erős (és általában halálos) légzésleállás követ. Halálozási rátája 92%, de ha korán felismerik (mint a 2001-es lépfenetámadásnál), ez a szám lecsökken 45%-ra. Az előrehaladott betegség halálozási aránya 97% kezeléstől függetlenül.
A halálos kimenetelű fertőzéshez mintegy 10-20 ezer spórára van szükség, de ez a mennyiség változik a pácienstől függően. Kevés dokumentált bizonyíték van a halálos kimenetelhez szükséges spórák számáról. A betegség más néven a gyapjúválogatók betegségeként ismert, mivel ők kaphatták el legkönnyebben ezt a betegséget. A fertőzés forrása lehet továbbá az állati szarvakból készült gombok, a kezeletlen állati szőrből készült kefék és az állatbőrök. Nem tudni, hogy ezek az állatok a fertőzésbe haltak bele, vagy csak a fertőzött földről kerültek rá a spórák. A fertőzés ezen módját is használják biofegyverként.

### Gasztrointesztiális (gasztroenterikus) lépfene
A gasztroenterikus lépfene legfőbb forrása a fertőzött hús. A fertőzés tünetei a véres hányás, súlyos hasmenés, a béltraktusok akut gyulladása és az étvágytalanság. Léziókat találtak továbbá a torokban és a szájban. Miután a baktérium megtámadja a bélrendszert, a véráramon keresztül eljut az egész testbe, ahol toxinokat szabadít fel. A fertőzés gyógyítható, de a halálozási rátája 25%-60% annak függvényében, hogy milyen korán kezdik el a kezelést.

### Kután (bőr) lépfene

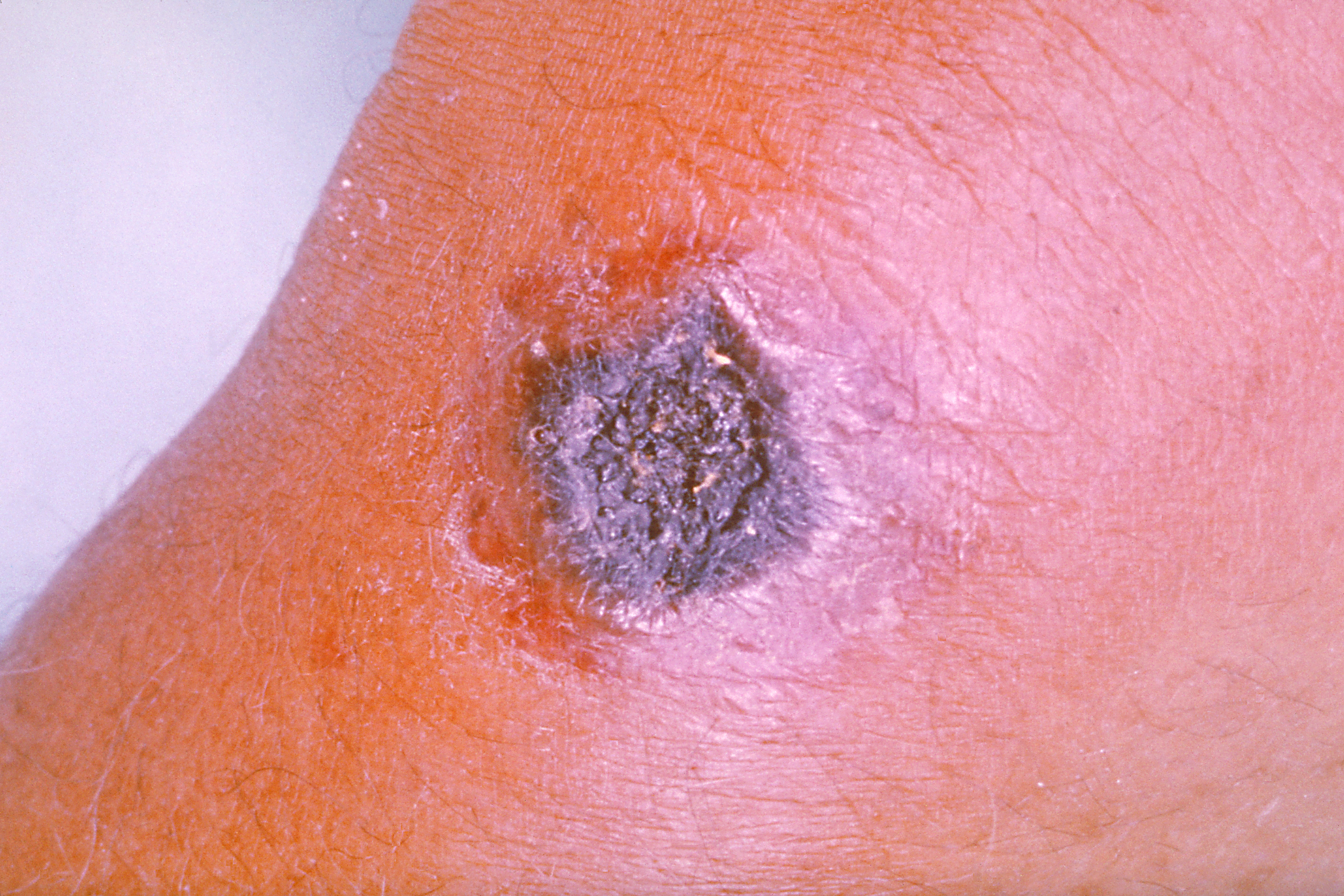
Lépfenés lézió

A bőrön jelentkező lépfene először leforrázott bőrfelületnek tűnik, majd később fekete közepű fekéllyé alakul (égési var). A fekete égési var gyakran mint egy nagy fájdalommentes nekrotikus fekély (kezdetben viszkető bőrelváltozás, sötét és általában koncentrált fekete pont, ami hasonlít a kenyéren megjelenő penészre) jelenik meg a fertőzés helyén. A bőrfertőzések legtöbbször a spóra bőrre kerülése után 2-5 nappal jelennek meg. A horzsolásoktól eltérően a lépfene bőrön jelentkezve teljesen fájdalommentes. A halálozási arány igen kicsi, ha kezelve van, viszont kezelés nélkül a fertőzések 20%-a toxémiához, majd halálhoz vezet.

## Megelőzése, kezelése
Az elsődleges megelőzést az állategészségügyi intézkedések, az állatok és terhelésnek kitett személyek rendszeres lépfene elleni oltása jelenti. Fertőzött anyagok esetén a spórák elpusztításához 5-10 perc forralás vagy két órás 160 fokos száraz hőkezelés szükséges.
Az anthraxban szenvedő beteg súlyos szövődményeinek veszélye miatt kórházban kezelendő. Elsődlegesen antibiotikumos kezeléssel gyógyítják, a ciprofloxacin, penicillin, tetraciklin, eritromicin vagy kloramfenikol is hatásosak. Bőr-anthrax esetén egy-két hétig tartó intravénás penicillin-kezelést szoktak alkalmazni. Tüdő- és bélanthrax esetén az antibiotikum kezelés hatvan napig tart.